# Asonus microfurculus
Asonus microfurculus är en insektsart som beskrevs av Yin, X.-c. 1984. Asonus microfurculus ingår i släktet Asonus och familjen gräshoppor. Inga underarter finns listade i Catalogue of Life.